# Zbýšov
Zbýšov (v místním nářečí Zbéšov, německy Zbeschau) je město v okrese Brno-venkov v Jihomoravském kraji. Nachází se jihozápadně od Brna v Boskovické brázdě, v katastrálním území Zbýšov u Oslavan. Zbýšov je členem sdružení Mikroregion Kahan. Žije zde přibližně 3 700 obyvatel.

## Název
Místní jméno bylo odvozeno od osobního jména Zbýš, což byla domácká podoba některého jména začínajícího na Zby- (např. Zbyhněv, Zbymír, Zbyslav). Význam místního jména byl "Zbýšův majetek".

## Historie
První písemné zmínky pochází z roku 1280, kdy byla osada Zbýšov zemským maršálkem Bohušem z Drahotuš věnována oslavanskému klášteru.
V roce 1790 měl Zbýšov pouhých 53 domů a 313 obyvatel. Až do roku 1820 byl Zbýšov (někdy také Zbejšov) bezvýznamnou osadou. Avšak od tohoto roku zde zahájila těžbu černého uhlí první těžařská společnost Rahnova, později nazvaná Láska Boží. Od té doby význam Zbýšova a celé oblasti rostl. V roce 1890 bylo ve Zbýšově již 128 domů a 1624 obyvatel. O tři roky později (1893) byl vystavěn nový kostel sv. Martina, nová škola a poštovní úřad. V roce 1924 byl postaven Hornický dům. Od 50. let dvacátého století došlo k masivní výstavbě hornických bytů, v 60. letech byla postavena další škola, zdravotní středisko, mateřská škola, nové obchody a v 70. letech kino. Roku 1965 byl Zbýšovu udělen status města. V roce 1969 byl zahájen provoz moderního dolu Jindřich II (v místě bývalé šachty Jindřich I) s třídírnou uhlí, který se stal nejhlubším (1550 m) černouhelným dolem ve střední Evropě. K dalším významným dolům ve městě a blízkém okolí patřil Simson, Antonín a také Anna, jedna z nejstarších šachet z počátku 19. století. Rychlý rozvoj města byl ukončen spolu s ukončením těžby uhlí v celém Rosicko-oslavanského revíru na počátku 90. let 20. století. V následujících dvaceti letech došlo hlavně k plynofikaci obce, rekonstrukci bývalé báňské záchranné stanice na bytový dům a zejména rekonstrukci koupaliště, které je chloubou města.
Od 1. července 1980 do 23. listopadu 1990 byly součástí města Zbýšov také Babice u Rosic.

## Městské symboly

### Znak
Štít znaku je rozdělen na sedm šikmých pruhů, střídavě zelených a černých. Ve střední části štítu je kosmý mlátek šikmo podložený želízkem, pod nimi heraldiky vlevo obrácený pluh provázený u paty štítu mezi radlicí a kolem vinným hroznem, vše ve žluté (zlaté) barvě.

### Vlajka
Vlajka byla městu udělena rozhodnutím č. 70 ze dne 11. května 2006. Vlajka je heraldická, tzn. odvozená ze znaku prostým přepisem na list o poměru stran 2:3. List vlajky tvoří sedm šikmých pruhů, střídavě zelených a černých. Ve střední části listu kosmý mlátek šikmo podložený želízkem, pod nimi k vlajícímu okraji obrácený pluh provázený u dolního okraje mezi radlicí a kolem vinným hroznem, vše žluté.

## Obyvatelstvo
| Rok            | 1869  | 1880  | 1890  | 1900  | 1910  | 1921  | 1930  | 1950  | 1961  | 1970  | 1980  | 1991  | 2001  | 2011  | 2021  |
| -------------- | ----- | ----- | ----- | ----- | ----- | ----- | ----- | ----- | ----- | ----- | ----- | ----- | ----- | ----- | ----- |
| Počet obyvatel | 1 051 | 1 328 | 1 624 | 1 796 | 1 884 | 1 894 | 2 028 | 2 215 | 3 871 | 4 358 | 4 484 | 4 257 | 3 940 | 3 728 | 3 656 |
| Počet domů     | 80    | 118   | 128   | 153   | 179   | 195   | 270   | 351   | 429   | 507   | 523   | 596   | 603   | 627   | 654   |

Vývoj počtu obyvatel

## Zajímavosti

### Památky
- kostel sv. Martina z Tours

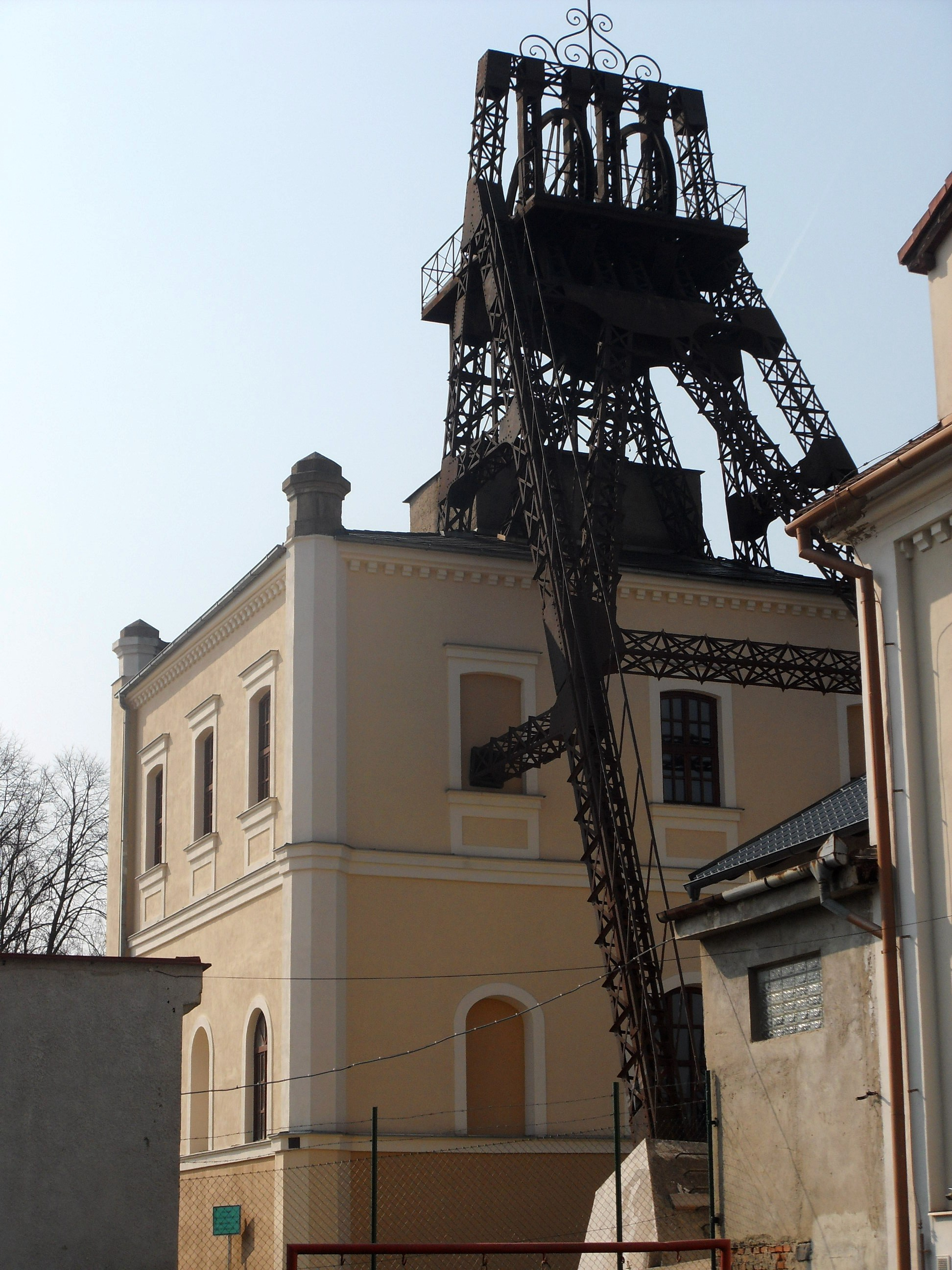
Těžní věž dolu Simson

- těžní věž dolu Simson – kulturní a technická památka

### Přírodní krásy
Jihovýchodně od města, na katastru Padochova, leží přírodní památka Rybičková skála, která je cennou paleontologickou lokalitou. Zde byl v mladoprvohorních vrstvách (stáří kolem 300 milionů let) objeven obratel pravěkého býložravého plaza rodu Edaphosaurus.

### Muzeum průmyslových železnic
Muzeum průmyslových železnic Zbýšov se nachází v areálu bývalého dolu Jindřich II ve čtvrti Sička. MPZ provozují dopravu na úzkorozchodné trati (v trase bývalé normálněrozchodné vlečky) od dolu Jindřich do Babic. Plánováno je prodloužení trati do železniční stanice Zastávka u Brna.
Muzeum má ve sbírce parní lokomotivy z let 1913–1951 a motorové z let 1940–1981. Největším klenotem je elektrická lokomotiva Siemens z roku 1905. Všechna vozidla mají rozchod 600 mm.

## Sport
Největší sportovní organizací ve Zbýšově je fotbalový klub TJ Baník Zbýšov, založený již v roce 1923, v rámci Sokola, tehdy pod názvem Meteor.
Ve městě se nachází letní venkovní koupaliště.

## Slavní rodáci
- Josef Skutil (1904–1965), archeolog
- Ivan Honl (1866–1936), lékař a mikrobiolog